# Власій Синявський
Власій Синявський (ест. Vlasi Sinjavski; нар. 27 листопада  1996, Нарва, Естонія) — естонський футболіст, півзахисник чеського клубу «Словацко» та національної збірної Естонії.

## Клубна кар'єра
Власій вихованець юнацьких команд  «Транс» (Нарва), «Легіон» та «Пуума».
У 2012 році дебютував на дорослому рівні в складі клубу «Веллдоріс». Згодом талановитий гравець захищав кольори провідних естонських команд «Нимме Калью», «Тулевік» (на правах оренди) та Флора.
У лютому 2021 року перейшов до чеського клубу «Карвіна» за який відіграв два сезони.
У травні 2022 року Синявський перейшов до іншого чеського клубу «Словацко», кольори якого наразі і захищає.

## Збірна
У 2001 році Синявський набув естонське громадянство.
З 2016 по 2018 Власій виступав за молодіжну збірну Естонії.
8 червня 2019 року дебютував у складі національної збірної Естонії у відбірковому домашньому матчі проти збірної Північної Ірландії, гра завершилась на користь гостей 1–2.
11 жовтня 2024 року забив свій перший гол за збірну Естонії в матчі Ліги націй УЄФА проти збірної Азербайджану, гра завершилася перемогою естонців з рахунком 3–1.

### Голи у складі національної збірної
| No. | Дата           | Арена                             | Суперник    | Рахунок | Результат | Турнір          |
| --- | -------------- | --------------------------------- | ----------- | ------- | --------- | --------------- |
| 1.  | 11 жовтня 2024 | А. Ле Кок Арена, Таллінн, Естонія | Азербайджан | 2–1     | 3–1       | Ліги націй УЄФА |

## Досягнення
Флора
- Чемпіон Естонії: 2019, 2020
- Володар Кубка Естонії: 2019–20
- Володар Суперкубка Естонії: 2020